# Greg Mottola

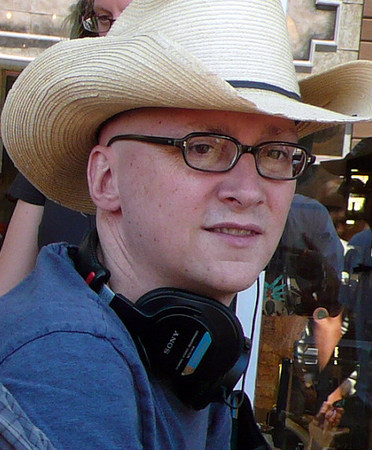
Greg Mottola am Set von Paul – Ein Alien auf der Flucht im Juli 2009

Greg Mottola (* 11. Juli 1964 in Dix Hills, Long Island, New York als Gregory James Mottola) ist ein US-amerikanischer Filmschaffender, der vorwiegend als Filmregisseur arbeitet, aber auch als Filmproduzent, Drehbuchautor und sporadisch auch als Schauspieler wirkt.

## Leben und Karriere
Greg Mottola wurde im Sommer 1964 in der als hamlet (dt.: Dörfchen oder sehr kleines Dorf) bezeichneten Kleinstadt Dix Hills auf Long Island im US-Bundesstaat New York geboren. Dort wuchs er in einer katholischen Familie irisch-italienischer Abstammung auf. Er kam mit fortgeschrittenem Alter an die Carnegie Mellon University nach Pittsburgh, wo er seine Ausbildung mit einem Bachelor of Fine Arts abschloss. Danach wechselte Mottola zurück in die Heimat an die Columbia University in New York City, wo er nach einem Masterstudium den akademischen Titel des Master of Fine Arts erhielt. Während dieser Zeit war er bereits als Regisseur tätig; sein Debüt als Filmregisseur gab er mit Swingin’ in the Painter’s Room im Jahre 1989. Etwa zwei Jahre später war er im Film Loser erstmals in einer nennenswerten Produktion als Schauspieler zu sehen, allerdings nur in einer kleinen Nebenrolle. Durch seinen Mentor, den beinahe gleichaltrigen Steven Soderbergh, wurde er immer mehr ins Filmgeschäft eingeführt und arbeitete schließlich mit diesem am mehrfach ausgezeichneten Film Seitensprung in Manhattan (1996) zusammen.
Mottola war Regisseur und Drehbuchautor dieses Films, Soderbergh als Co-Produzent beteiligt. Mit dem Film gewann Mottola zahlreiche Preise, wie zum Beispiel im Jahr 1996 den Audience Award am Athens International Film Festival, den Grand Jury Prize am Slamdance Film Festival, den International Critics’ Award (FIPRESCI) – Special Mention, im Jahr 1997 den Directors’ Week Award am Fantasporto für das „Beste Drehbuch“ und den Directors’ Week Special Jury Award ebenfalls am Fantasporto. Des Weiteren wurde sein Film im Jahr 1996 für den Grand Special Prize am Festival des amerikanischen Films im französischen Deauville nominiert. Verschiedenen Quellen zufolge hatte der Film, der danach überdurchschnittlich hohe Einspielergebnisse erzielte, nur ein Budget von etwa 30.000 US-Dollar. Die Dreharbeiten dauerten nur rund zwei Wochen. Des Weiteren verfehlte der Film ganz knapp die Teilnahme an den Internationalen Filmfestspielen von Cannes.
Im Jahr 1998 war er ein weiteres Mal Darsteller im Film Celebrity. Danach dauerte es rund drei Jahre, bis Greg Mottola wieder in einer wesentlichen Funktion im Film- und Fernsehgeschäft aktiv war. Dabei wurde er von den Produzenten der kurzlebigen Sitcom American Campus – Reif für die Uni? für die Regie ins Team geholt und drehte sechs Episoden. In einer weiteren Folge unter fremder Regie spielte er einen jungen Professor. Im Jahr 2002 hatte er seine bislang letzte Arbeit als Darsteller, in einer Gastrolle im Film Hollywood Ending. Außerdem wurde er 2002 zum ersten Mal als Ausführender Produzent tätig, vorwiegend für den in New York City gedrehten Film Pop Life. 2003 führte er die Regie in The Big Wide World of Carl Laemke, dem Pilotfilm einer geplanten Fernsehserie, zu der es dann aber nicht kam. Noch im gleichen Jahre kam er als Regisseur ins Team für die Fernsehserie Arrested Development, wo er bis 2004 in insgesamt drei Episoden als Regisseur beteiligt war.
Danach war er im Jahr 2004 auch bei einer Folge von Cracking Up im Einsatz und im Jahr darauf in weiteren zwei Folgen der kurzlebigen Fernsehserie The Comeback. Seine größten Erfolge seit Seitensprung in Manhattan aus dem Jahr 1996 hatte Mottola schließlich vom Jahr 2007 an, zunächst als Regisseur des Kassenschlagers Superbad, der von den Kritikern viel Lob erhielt. Zwei Jahre später wurde im Jahr 2009 Mottolas nächstes Werk Adventureland veröffentlicht, in dem er Regie mit Schauspielgrößen wie Jesse Eisenberg, Kristen Stewart, Ryan Reynolds und anderen führte; ein Ferienjob, den er im Sommer 1984 im Vergnügungspark Adventureland im kleinen Ort East Farmingdale ausgeübt hatte, hatte ihm Ideen für das von ihm geschriebene Drehbuch des Films geliefert. Im Jahr 2010 wurde er für einen Independent Spirit Award für das beste Drehbuch bei den Independent Spirit Awards nominiert. Sein bislang letzter Film Paul – Ein Alien auf der Flucht wurde im Jahr 2011 veröffentlicht, in den Hauptrollen unter anderen die Shaun of the Dead-Stars Simon Pegg und Nick Frost, die beide auch das Drehbuch schrieben.
Im März 2011 wurde bekanntgegeben, dass Mottola eine Verfilmung des Buches der Kanadierin Leanne Shaptons Important Artefacts and Personal Property from the Collection of Leonore Doolan and Harold Morris, including Books, Street Fashion and Jewelry plane und am Drehbuch arbeite. Des Weiteren wurde im März 2011 bekannt, dass Mottola die Regie beim neuen HBO-Pilotfilm des Oscarpreisträgers Aaron Sorkins die Regie führen wird; die Serie wurde unter dem Namen The Newsroom bestellt und lief von 2012 bis 2014. Mottola führte bei vier Episoden Regie.

## Privatleben
Greg Mottola ist mit Sarah Allentuch verheiratet, der Castingassistentin und langjährigen Assistentin von Woody Allen, und hat drei Kinder. Im Jahr 2007 wurden die beiden Eltern eines in New York City geborenen Sohnes.

## Filmografie
Als Regisseur
- 1989: Swingin’ in the Painter’s Room
- 1996: Seitensprung in Manhattan (The Daytrippers)
- 2001–2002: American Campus – Reif für die Uni? (Undeclared, Fernsehserie, 6 Episoden)
- 2003: The Big Wide World of Carl Laemke
- 2003–2004: Arrested Development (Fernsehserie, 3 Episoden)
- 2004: Cracking Up (Fernsehserie, 1 Folge)
- 2005: The Comeback (Fernsehserie, 2 Folgen)
- 2007: Superbad
- 2009: Adventureland
- 2011: Paul – Ein Alien auf der Flucht (Paul)
- 2012: The Newsroom (Fernsehserie, 3 Episoden)
- 2013: Clear History
- 2016: Die Jones – Spione von nebenan (Keeping Up with the Joneses)
- 2018: The Dangerous Book for Boys – Das einzig wahre Handbuch für Väter und ihre Söhne (The Dangerous Book for Boys, Fernsehserie, 2 Episoden)
- 2020: Dave (Fernsehserie, 3 Episoden)
- 2022: Gib’s zu, Fletch (Confess, Fletch)
- 2024: Nobody Wants This (Fernsehserie, 2 Episoden)

Als Darsteller
- 1991: Loser
- 1998: Celebrity – Schön. Reich. Berühmt. (Celebrity)
- 2001: American Campus – Reif für die Uni? (Undeclared, Fernsehserie, 1 Folge)
- 2002: Hollywood Ending

Als Drehbuchautor
- 1996: Seitensprung in Manhattan (The Daytrippers)
- 2009: Adventureland
- 2022: Confess, Fletch

Als Produzent
- 2002: Pop Life

## Auszeichnungen und Nominierungen
Auszeichnungen
- 1996: Audience Award am Athens International Film Festival für seinen Film Seitensprung in Manhattan
- 1996: Grand Jury Prize am Slamdance Film Festival für seinen Film Seitensprung in Manhattan
- 1996: International Critics’ Award (FIPRESCI) – Special Mention am Toronto International Film Festival für seinen Film Seitensprung in Manhattan
- 1997: Directors’ Week Award am Fantasporto für das „Beste Drehbuch“ bei seinem Film Seitensprung in Manhattan
- 1997: Directors’ Week Special Jury Award am Fantasporto für seinen Film Seitensprung in Manhattan

Nominierungen
- 1996: Grand Special Prize am Festival des amerikanischen Films für seinen Film Seitensprung in Manhattan
- 2010: Independent Spirit Award für das beste Drehbuch bei den Independent Spirit Awards für seinen Film Adventureland